# Championnat d'Afrique masculin de volley-ball 1967
Navigation
Championnat d'Afrique 1971
Le 1er championnat d'Afrique masculin de volley-ball s'est déroulé du 25 au 28 juillet 1967 à Tunis.

## Équipes engagées
- Algérie
- Guinée
- Libye
- Tunisie

## Classement
| Place              | Équipe  |
| ------------------ | ------- |
| Médaille d'or      | Tunisie |
| Médaille d'argent  | Algérie |
| Médaille de bronze | Guinée  |
| 4                  | Libye   |

## Résultats
- Tunisie 3 - 0  Libye[2]
- Algérie 3 - 2  Guinée[1]
- Tunisie 3 - ?  Guinée
- Algérie 3 - 0  Libye[1]
- Guinée 3 - ?  Libye
- Tunisie 3 - 0  Algérie (15-2, 15-4, 15-8)[1]

## Vainqueur
| Championnat d'Afrique de volley-ball — Vainqueur 1967 |
| ----------------------------------------------------- |
| Tunisie Premier titre                                 |

- Effectif tunisien : Hassine Belkhouja, Raouf El Bahri, Moncef Ben Sultan, Belaid Raissi, Moncef Hadded, Naceur Bounattouf, Raja Haider, Fathi Caid Sebsi, Sami El Bahri, Mokhtar El Karoui, Hedi Boulila
- Sélectionneur : Josef Brož[2]